# Entree Amsteldijk
Entree Amsteldijk is een kunstwerk in Amsterdam-Zuid.
Om het Amstelpark meer in het zicht te krijgen als attractiepark nodigde het stadsdeel Zuideramstel een vijftal kunstenaars uit nieuwe entrees te maken. Deze nieuwe in- en uitgangen moesten zowel functioneel als artistiek zijn (toegepaste kunst). In het park staat immers al vanaf de opening van het park een aantal beeldhouwwerken.
Voor deze ingang aan de Amsteldijk ontwierp Krijn de Koning rond 2006 een nieuw toegang. Het zou tot 2011 duren voordat deze toegang daadwerkelijk geplaatst en in gebruik genomen werd. Kunstwacht Amsterdam omschrijft het werk als een soort labyrint dat door zijn contrast met het park de voorbijganger het park in lokt. Het kriskraslopende pad kreeg een opvallend gele kleur mee, die echter in de loop der jaren verbleekte. Het pad wordt vergezeld door een poortconstructie (een vierkant op drie pijlers) waarin fietsen gestald kunnen worden (het park is alleen toegankelijk voor voetgangers).
Direct achter deze toegang treft men rails aan van de Amsteltrein dat in het park rondrijdt. Weer direct achter de rails ligt een van de toegangen tot de Fusilladeplaats Rozenoord.  